# 陶夏
陶夏（？—334年），东晋鄱阳郡枭阳县（今江西省都昌县）人，陶侃之子，陶瞻之弟。
陶瞻死后，陶夏为世子。陶夏因陶侃之功受封都亭侯。咸和末年，陶侃卒，陶夏袭父爵长沙郡开国公。陶夏与陶斌、陶称等送陶侃归葬长沙，三兄弟各拥兵数千以相图。既而解散，陶斌先往长沙，尽取国中器仗财物。陶夏至，杀陶斌。荆州刺史庾亮上疏弹劾陶夏。庾亮的表章未至建康，陶夏病卒。朝廷以陶瞻之子陶弘袭爵长沙郡开国公。